# Dorymyrmex tuberosus
Dorymyrmex tuberosus (лат.) — вид мелких муравьёв рода Dorymyrmex из подсемейства подсемейства долиходерины (Dolichoderinae, Leptomyrmecini). Обитатель пустынных регионов Нового Света (эндемик Колумбии, Bolívar: San Juan Nepomuceno, Santander: Bucaramanga).

## Описание
Длина рабочих муравьёв составляет около 4 мм. Основная окраска тела одноцветная тёмно-коричневая (боковые углы клипеуса красновато-коричневые). Длина головы рабочих (HL) 0,88—0,93 мм; ширина головы (HW) — 0,80—0,88 мм. Длина скапуса усика (SL): 0,98-1,04 мм.
Усики самок и рабочих 12-члениковые (у самцов антенны состоят из 13 сегментов). Нижнечелюстные щупики 6-члениковые, нижнегубные щупики состоят из 4 сегментов. Третий максиллярный членик вытянутый и равен по длине вместе взятым 4+5+6-м сегментам. Жвалы рабочих с 6-9 зубцами; с крупным апикальным зубцом (он значительно длиннее субапикального). Голени средних и задних ног с одной апикальной шпорой. Заднегрудка с проподеальным зубцом, направленным вверх. Стебелёк между грудкой и брюшком состоит из одного сегмента (петиоль). Развит псаммофор. Жало отсутствует.   Вид был впервые описан в 2011 году американскими мирмекологами Фабианой Куэццо (Fabiana Cuezzo; Аргентина) и Роберто Гуэрреро (Roberto J. Guerrero; Колумбия)
.